# Philodromus lasaensis
Philodromus lasaensis är en spindelart som beskrevs av Yin et al. 2000. Philodromus lasaensis ingår i släktet Philodromus och familjen snabblöparspindlar. Inga underarter finns listade i Catalogue of Life.